# Coilometopia bimaculata
Coilometopia bimaculata är en tvåvingeart som beskrevs av Friedrich Hermann Loew 1873. Coilometopia bimaculata ingår i släktet Coilometopia och familjen Richardiidae. Inga underarter finns listade i Catalogue of Life.